# Владимирцов, Борис Яковлевич
Бори́с Я́ковлевич Влади́мирцов (8 [20] июля 1884, Калуга — 17 августа 1931, Сиверская) — русский и советский востоковед, монголовед, академик АН СССР (1929). Специалист в области монгольского языкознания, литературы, а также истории и этнографии монгольских народов. Принял буддизм.

## Жизнь и научная деятельность
Окончив в 1909 году факультет восточных языков Санкт-Петербургского университета по китайско-маньчжурскому разряду, Владимирцов остался работать в Alma Mater на кафедре монгольской и калмыцкой словесности.
Его учителями в области монголистики были  А.Д. Руднев (1878–1958) и  В.Л. Котвич (1872–1944) – те, кто традиционно считался современниками Б.Я. Владимирцова в области тюркологии. Он прошел школу у  В.В. Радлова и  В.В. Бартольда. Б.Я. Владимирцов получил научную подготовку по сравнительно-историческому языкознанию на материале индоевропейских языков, слушал лекции по истории русского языка у  А.А. Шахматова (1854–1920), по сравнительному языкознанию у  И. А. Бодуэна де Куртенэ, по философии у  Ф. И. Щербатского.
В 1911 году, получив степень магистра после сдачи соответствующих экзаменов, он отправился в Кобдоский округ Западной Монголии, для сбора информации по языку дербетов и байтов, которое было начато им ещё в студенчестве. С 1911 по осень 1915 года, с небольшим перерывом, Владимирцов производил лингвистические и этнографические исследования, путешествуя по Западной и Центральной Монголии. В Петербург он вернулся с материалами по монгольским говорам и наречиям, монгольскому эпосу, шаманизму, буддизму, а также большой коллекцией монгольских и ойратских книг.
Учёный приступил к подготовке публикаций, параллельно читая лекции в университете и занимаясь приведением в порядок собрания монгольско-ойратских рукописей Азиатского музея АН. В декабре 1918 года Владимирцову было присвоено учёное звание профессора.
Среди работ, предшествующих появлению главного труда Б.Я. Владимирцова «Сравнительная грамматика монгольского письменного языка и халхаского наречия» (1929), следует назвать статью Б.Я. Владимирцова и  Н.Н. Поппе «Из области вокализма монголо-турецкого праязыка» (1924).
Б.Я. Владимирцов одним из первых понял важность изучения позднейших заимствований в монгольских и тюркских языках, носящих взаимный обоюднонаправленный характер. Временная перспектива актуальности этой проблематики была задана «Опытом словаря тюркских наречий» В.В. Радлова, который был завершен изданием в 1911 году и в котором были отмечены или зафиксированы многие монгольские заимствования в тюркских языках. Этой проблематике посвящена статья Б.Я. Владимирцова «Турецкие элементы в монгольском языке» (1911). В своей статье «О двух смешанных языках Западной Монголии» (1923) описал также ситуации смешения языков и тем самым дал пример ситуации смешения языков в чистом виде в ее специфике, отличающей ее от лексических и морфологических сходств в разных группах языков алтайской семьи.
Скончался 17 августа 1931 года в Сиверской (Гатчинский р-н) на своей даче. Похоронен на Смоленском лютеранском кладбище в Санкт-Петербурге.

## Научное наследие
В книге «Сравнительная грамматика монгольского письменного языка и халхаского наречия» (1929) Б.Я. Владимирцова были отмечены основные тенденции эволюции   алтайских языков – выпадение срединных и отпадение конечных гласных, изменения групп согласных, преобразования дифтонгоидных сочетаний, вариации рефлексов гласных и согласных по группам языков, уклонения от обычных соответствий (в этом отношении автор опередил даже своих последователей, не пытавшихся даже выявить варианты уклоняющихся соответствий и как-то их интерпретировать). Сохраняют свою ценность предложенные Б.Я. Владимирцовым опыты реконструкции праалтайского вокализма. Большое значение имеет – при признании родства алтайских языков – разработка проблем отождествления явных взаимных заимствований в монгольских и тюркских языках и отграничения их от общеалтайской лексики. По мнению ведущего научного сотрудника РАН А.А. Бурыкина, Б.Я. Владимирцов использовал в своей работе вполне современный теоретический аппарат с элементами исторической фонологии (особый учет изменений в служебных морфемах и его влияние на изменения фонем в корневых морфемах), чем намного опередил своих коллег, особенно тюркологов, даже в следующих поколениях. 
Книга Б. Владимирцева «Общественный строй монголов. Монгольский кочевой феодализм» (1934 год) получила положительную оценку советских востоковедов, хотя и была названа ими «не совсем марксистской». К числу её несомненных достоинств относят использование автором большого количества монгольских первоисточников, которые он знал не только как историк, но также как лингвист и филолог. Долгое время, проведённое Владимирцевым «полевым исследователем» в Монголии позволило ему уяснить из этих материалов то, что невозможно было понять, работая в кабинетных условиях. Многообразие документов и фактов, затронутых на страницах этой монографии сделали её настольной книгой для любого специалиста по истории кочевых обществ в эпоху феодализма.